# ولادیمیر پردکین
ولادیمیر پردکین (به انگلیسی: Vladimir Predkin) (زادهٔ ۳۱ مهٔ ۱۹۶۹) شناگر اهل روسیه است.